# تپه روشندل اسکل ۷
تپه روشندل اسکل ۷ مربوط به سده‌های ۷ تا ۱۰ ه.ق است و در شهرستان زابل، بخش مرکزی، دهستان بنجار، ۵۰۰ متری جنوب شرقی روستای روشندل اسکل واقع شده و این اثر در تاریخ ۲۷ اسفند ۱۳۸۶ با شمارهٔ ثبت ۲۲۶۷۷ به‌عنوان یکی از آثار ملی ایران به ثبت رسیده است.